# Ascobolus viridis
Ascobolus viridis är en svampart som beskrevs av Curr. 1863. Ascobolus viridis ingår i släktet Ascobolus och familjen Ascobolaceae.  Arten är reproducerande i Sverige. Inga underarter finns listade i Catalogue of Life.